# ذخیره‌گاه امبر فارست
ذخیره‌گاه امبر فارست (به لاتین: Amber Forest Reserve) یک پارک ملی در ماداگاسکار است.